# Jaak Põldmäe
Jaak Põldmäe (* 6. November 1942 in Tartu; † 12. November 1979 ebenda) war ein estnischer Literaturwissenschaftler.

## Leben
Põldmäe wurde als Sohn von Aino Undla-Põldmäe und Rudolf Põldmäe geboren und verbrachte aufgrund der Deportation seiner Familie seine ersten Schuljahre in Sibirien. Nach der Rückkehr (Ende 1955) ging er in Tartu und Elva zur Schule, wo er 1961 sein Abitur machte. Es folgte von 1961 bis 1967 ein Studium der Estnischen Philologie an der Universität Tartu, danach eine dreijährige Aspirantur. 1971 verteidigte er seine Doktorarbeit zur estnischen Verslehre. Der von der Universität Tartu daraufhin verliehene Doktorgrad wurde allerdings 1976 von der Moskauer Attestationskommission auf den Titel „Kandidat der Wissenschaften“ heruntergestuft. Dessen ungeachtet war Põldmäe seit 1970 am Lehrstuhl für estnische Literatur und Volksdichtung angestellt, wo er auch die Möglichkeit erhielt, seinen Doktortitel – doch noch bzw. erneut – zu erlangen. Jedoch schied er im November 1979 freiwillig aus dem Leben.
Er war verheiratet mit der estnischen Schriftstellerin Asta Põldmäe.

## Werk
Põldmäes Forschungsschwerpunkt lag auf der Geschichte und Theorie der estnischen Verslehre. Seine zahlreichen Forschungen zum Thema wurden 1978 in dem Buch Estnische Verslehre zusammengefasst, das als „eine der herausragenderen Monografien der estnischen Literaturwissenschaft der zweiten Hälfte des 20. Jahrhunderts“ bezeichnet worden ist. Põldmäes Darstellung, die sich auf ein gründliches Studium der gesamten estnischen Lyrikgeschichte stützt, erzeugte eine lebhafte und teils leidenschaftlich geführte Debatte, an der sich auch ausländische Kollegen beteiligten (s. u. die Angaben unter „Sekundärliteratur“). Auch im 21. Jahrhundert gilt Põldmäes Arbeit als Standardbuch zum Thema.

## Bibliografie (Auswahl)
- Eesti silbilis-rõhulisest värsisüsteemist aastail 1917–1929, in: Keel ja Kirjandus 8/1968, S. 449–459; 9/1968, S. 533–542.
- Statistiline meetod nõukogude värsiteoorias, in: Keel ja Kirjandus 10/1969, S. 591–599.
- Jaan Kärneri meetrika, in: Töid eesti filoloogia alalt III. Tartu: Tartu Riiklik Ülikool 1970, S. 201–272. (Tartu Riikliku Ülikooli toimetised. 259)
- Abimaterjale poeetika kursuse juurde. 1. ('Hilfsmaterialien zum Poetikkurs 1'). Tartu: Tartu Riiklik Ülikool 1974. 84 S.
- Klassikalisi luuletus- ja stroofivorme ('Klassische Gedicht- und Strophenformen'). Tartu: Tartu Riiklik Ülikool. Eesti kirjanduse ja rahvaluule kateeder 1974. 148 S.
- Luulevorme ja rütmianalüüse ('Gedichtformen und Rhythmusanalysen'). Tallinn: Eesti NSV Haridusministeerium 1977. 92 S.
- Abimaterjale poeetika kursuse juurde. 2. ('Hilfsmaterialien zum Poetikkurs 2'). Tartu: Tartu Riiklik Ülikool 1977. 55 S.
- Eesti värsiõpetus ('Estnische Verslehre'). Tallinn: Eesti Raamat 1978. 287 S. (Neuauflage 2002)

## Sekundärliteratur
- Peeter Olesk, Andres Langemets: Pärand ja perspektiiv, in: Keel ja Kirjandus 5/1981, S. 304–311.
- Peeter Olesk: Jaak Põldmäe mälestuseks, in: Kirjanduse jaosmaa '79. Tallinn: Eesti Raamat 1981, S. 102–105.
- Mart Mäger: Arutlus eesti värsiõpetuse üle, in: Looming 7/1981, S. 1003–1023.
- Mihhail Lotman: Jaak Põldmäe värsiõpetus ja selle arutelu, in: Looming 7/1982, S. 983–991.
- Ain Kaalep: Kahjuks pigem arutus kui arutlus. Lugedes Mart Mägra „Arutlust eesti värsiõpetuse üle“, in: Keel ja Kirjandus 9/1981, S. 551–555.
- Peeter Olesk: Jaak Põldmäe, in: Emakeele Seltsi Aastaraamat 26/27 (1980/1981). Tallinn: Eesti Raamat 1983, S. 188–193.
- Mart Mäger: Värsiõpetuse õppetunnid, in: Looming 2/1984, S. 249–266.
- Pentti Leino: „Eesti värsiõpetuse“ võimalused, in: Looming 8/1985, S. 1118–1132.
- Alo Põldmäe: Rudolf Põldmäe Siberis, in: Looming 7/2008, S. 1051–1057.